# Zythos turbata
Zythos turbata är en fjärilsart som beskrevs av Walker 1862. Zythos turbata ingår i släktet Zythos och familjen mätare. Inga underarter finns listade i Catalogue of Life.

## Bildgalleri

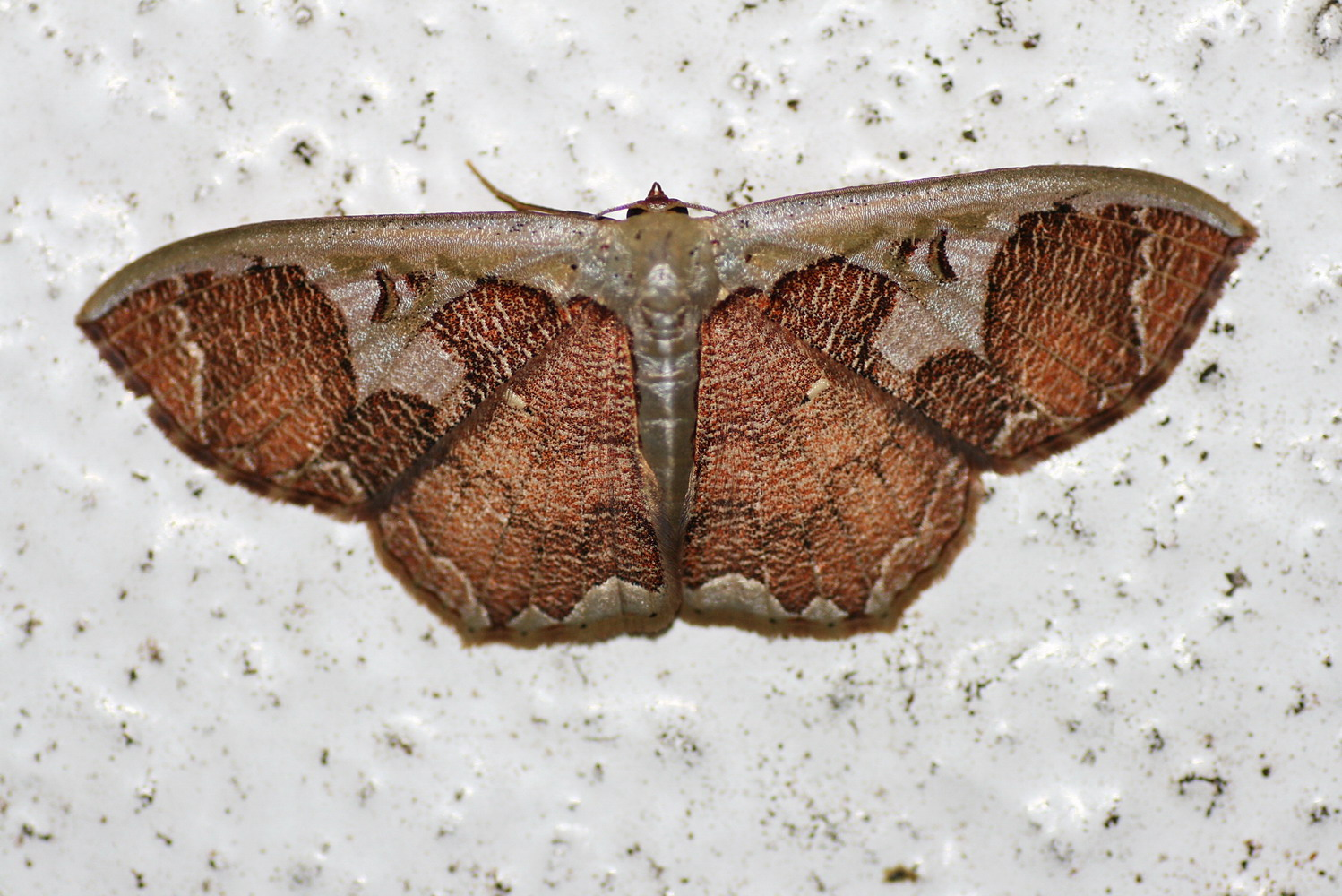
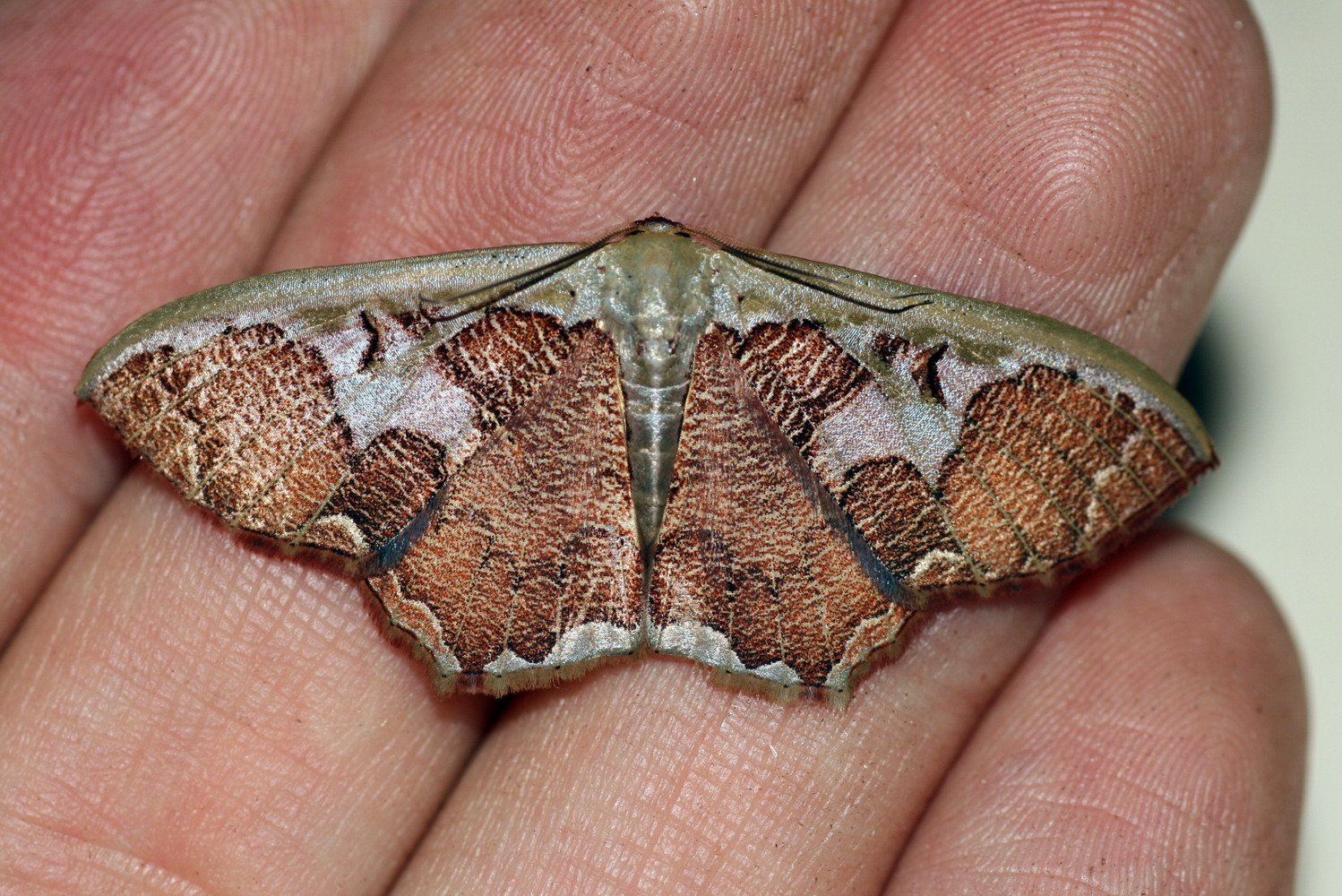